# Gora Central’naja (Königin-Maud-Land)
Gora Central’naja (englische Transkription von russisch Гора Центральная Gora Zentralnaja, deutsch ‚Zentraler Berg‘) ist ein Nunatak an der Prinzessin-Astrid-Küste des ostantarktischen Mac-Robertson-Land. In der Schirmacher-Oase ist er die zentrale Erhebung einer Gruppe von Nunatakkern oberhalb der Schirmacher Ponds.
Russische Wissenschaftler benannten ihn deskriptiv nach seiner geographischen Lage.